# Tegal Arum
Tegal Arum is een bestuurslaag in het regentschap Tebo van de provincie Jambi, Indonesië. Tegal Arum telt 6709 inwoners (volkstelling 2010).